# Список війн
|  | Службовий список статей, створений для координації робіт з розвитку теми. Це попередження не встановлюється на інформаційні списки і глосарії. |

## За століттями
- Список війн до н. е. • I • ІІ • ІІІ • IV • V • VI • VII • VIII • IX • Х • XI • XII • XIII • XIV • XV • XVI • XVII • XVIII • XIX • ХХ • XXI

## Війни за епохою
- Список війн античної доби
- Список війн Середньовіччя
- Список війн Новітнього часу

## Війни за типом конфлікту
- Список громадянських війн
- Список Світових війн

## Європа

### Велика Британія

#### Англія
- Громадянські війни:

- 1215–1217 • 1264–1267

Війни:
- Британська імперія проти Іспанської імперії

### Литва
- 1648—1657:Хмельниччина

### Польща
- Польсько-кримські війни
- Польсько-німецькі війни
- Російсько-польські війни:

- 1569–1582 • 1605–1618 • 1632–1634 • 1654–1667 • 1700–1721 • 1733–1735 • 1792 • 1794 • 1812 • 1830–1831 • 1863–1864 • 1920 • 1939

- Польсько-турецькі війни
- Польсько-українські війни:

- 1648–1657 • 1654–1667 • 1666–1671 • 1672–1676 • 1734 • 1750 • 1702–1704 • 1768–1769 • 1918–1919 • 1943–1944

- Польсько-шведські війни

### Росія
- Московсько-булгарська війна (1376)
- Московсько-казанські війни (1437—1556):

- 1437–1445 • 1467–1469 • 1478 • 1487 • 1505–1507 • 1521–1524 • 1530–1531 • 1535–1552 • 1552–1556

- Московсько-кримські війни
- Московсько-литовські війни

- 1562–1582

- Московсько-цінські війни
- Російсько-грузинські війни
- Російсько-німецькі війни

- 1756–1763 • 1914–1918 • 1941–1945

- Московсько (російсько)-польські війни

- 1569–1582 • 1605–1618 • 1632–1634 • 1654–1667 • 1700–1721 • 1733–1735 • 1792 • 1794 • 1812 • 1830–1831 • 1863–1864 • 1920 • 1939

- Російсько-перські війни
- Російсько-турецькі війни
- Російсько-українські війни:

- 1658–1659 • 1660–1663 • 1665–1676 • 1708–1709 • 1918–1920 • з 2014

- Російсько-французькі війни
- Російсько-черемиські війни
- Російсько-черкеські війни

- 1817–1864

- Російсько-чеченські війни

- 1817–1864 • 1994–1996 • 1999–2009

- Російсько-чукотські війни
- Російсько-шведські війни
- Російсько-японські війни

- 1904–1905 • 1938 • 1939 • 1945

- Московсько (російсько)-українські війни:

- 1648–1657 • 1658–1659 • 1660–1663 • 1665–1676 • 1708–1709 • 1918–1920 • з 2014

### Туреччина
- 1683—1699: Велика турецька війна
- Турецько-єгипетські війни

- 1485–1491 • 1516–1517 • 1831–1833 • 1839–1841

- Турецько-саудівські війни

- 1811–1818

- Турецько-французькі війни

- 1789–1801 • 1830–1847

### Україна
- Українсько-польські війни:
1654–1667 • 1666–1671 • 1672–1676 • 1734 • 1750 • 1702–1704 • 1768–1769 • 1918–1919 • 1943–1944
- Московсько (російсько)-українські війни:
1658–1659— • 1660–1663 • 1665–1676 • 1708–1709 • 1918–1920 • з 2014
- Українсько-кримськотатарські війни:
1683–1684 • 1683–1699
- Українсько-литовські війни:
1649 • 1648–1657
- Українсько-турецькі війни:
1616 • 1620–1621 • 1633–1634 • 1735–1739

### Франція
- Французько-алжирські війни

- 1830–1847

- Французько-турецькі війни

- 1789–1801 • 1830–1847

- Французько-єгипетські війни

- 1789–1801

### Швеція
- Польсько-шведські війни
- Російсько-шведські війни

## Азія

### Китай
- Китайсько-в'єтнамські війни
- Китайсько-корейські війни
- Китайсько-маньчжурські війни
- Китайсько-монгольські війни
- Китайсько-тибетські війни
- Китайсько-російські війни
- Китайсько-японські війни

- 663 • 1274, 1281 • 1592–1598 • 1874 • 1894–1895 • 1898–1901 • 1931–1932 • 1937–1945

### Корея
- Корейсько-китайські війни
- Корейсько-маньчжурські війни
- Корейсько-монгольські війни
- Корейсько-японські війни

- 663 • 1274, 1281 • 1592–1598 • 1875

### Монголія
- Монгольсько-китайські війни
- Монгольсько-корейські війни
- Монгольсько-японські війни

- 1274, 1281 • 1938 • 1939 • 1945

### Саудівська Аравія
- Саудівсько-єгипетські війни

- 1811–1818

- Саудівсько-турецькі війни

- 1811–1818

### Японія
- Японсько-американські війни
- Японсько-британські війни
- Японсько-китайські війни

- 663 • 1274, 1281 • 1592–1598 • 1874 • 1894–1895 • 1898–1901 • 1931–1932 • 1937–1945

- Японсько-корейські війни

- 663 • 1274, 1281 • 1592–1598 • 1875

- Японсько-маньчжурські війни

- 1592–1598 • 1874 • 1894–1895 • 1898–1901

- Японсько-монгольські війни

- 1274, 1281 • 1938 • 1939 • 1945

- Російсько-японські війни

- 1904–1905 • 1938 • 1939 • 1945

- Японсько-французькі війни

## Африка

### Алжир
- Алжирсько-французькі війни

- 1830–1847

### Єгипет
- Єгипетсько-турецькі війни

- 1485–1491 • 1516–1517 • 1831–1833 • 1839–1841

- Єгипетсько-французькі війни

- 1789–1801

- Єгипетсько-саудівські війни

- 1811–1818